# Oloirien (Arusha)
Oloirien è una circoscrizione urbana (urban ward) della Tanzania situata nel distretto urbano di Arusha, regione di Arusha. Conta una popolazione di 18 679 abitanti (censimento 2012).